# Dennis Willer
Dennis Willer (født 16. august 1965) er dansk erhvervsleder og har siden juni 2007 været CFO for kapitalfonden Deltaq A/S.
Dennis Willer er uddannet HD-R fra Handelshøjskolen i København. Han har en bred ledelseserfaring inden for strategisk ledelse, outsourcing, restrukturering, omkostningsstyring. Dennis Willer har været CFO i Energy Solutions International i årene 1993-2004 og sidenhen CEO samme sted. Som CFO har han haft ansvaret for at tilvejebringe kapital i form af venturekapital, børsnotering og anden fondskapital.
Han har medvirket ved virksomhedsopkøb og virksomhedsetableringer i blandt andet Danmark, England, USA, Indien, Kina, Sverige. Han har arbejdet i henholdsvis England og USA i årene 1996-2004.
Siden 2004 har Dennis Willer været partner i LaCorp Capital Partners, der har fokus på køb og salg af små og mellemstore virksomheder med særligt fokus på generations- og ejerskifter. 

Dennis Willer sidder i bestyrelsen for Deltaq Management A/S, Attraq A/S og Spinning Jewelry A/S.

## Eksterne kilder og henvisninger
- Profil Arkiveret 12. december 2010 hos  Wayback Machine